# ビック・セイシャス
ビック・セイシャス（Vic Seixas, 1923年8月30日 - 2024年7月5日）は、アメリカ・ペンシルベニア州フィラデルフィア出身の男子テニス選手。本名は Elias Victor Seixas Jr.  （エリアス・ビクター・セイシャス・ジュニア）というが、愛称の「ビック」でよく知られている。主に1950年代前半に活躍した選手で、1953年のウィンブルドン選手権と1954年の全米選手権の男子シングルスで優勝した。4大大会でのダブルス優勝も多く、男子ダブルスで5勝、混合ダブルスで8勝を挙げ、総計「15」のグランドスラム・タイトルを獲得した名選手である。右利きの選手で、体格は身長185cm、体重81kgほどであった。

## 来歴
セイシャスのテニスは、フォアハンド・ストロークのトップスピン（順回転のボール）やバックハンド・スライス、トップスピンのロブショットなどを巧みに駆使し、長時間の試合に耐えられる強靭なスタミナを大きな武器にした。彼は比較的遅咲きタイプの選手であったが、1952年から1956年までの5年間（彼の年齢では29歳-33歳）に総計15個の4大大会タイトルを獲得した。彼のダブルスは、男子ダブルスはトニー・トラバート、混合ダブルスはドリス・ハートと組んで抜群の相性を発揮し、とりわけ混合ダブルスでは1953年-1956年のウィンブルドン4連覇、1953年-1955年の全米選手権3連覇の金字塔を打ち立てた。
セイシャスは1940年から全米選手権に出場し始めたが、当時は第2次世界大戦の戦時中であり、テニス4大大会は全米選手権だけが開催されていた。戦時中、セイシャスはアメリカ陸軍で3年間空軍パイロットの仕事をした。1940年代は全米選手権で好成績がなかったが、27歳を迎えた1950年に初めての海外遠征に出て、全仏選手権ベスト8・ウィンブルドン選手権ベスト4の成績を出した。1951年、セイシャスは初めて全米選手権の男子シングルス決勝に勝ち上がったが、当時全盛期にあったフランク・セッジマン（オーストラリア）に 4-6, 1-6, 1-6 で完敗した。この年から、彼は男子テニス国別対抗戦・デビスカップのアメリカ代表選手に選ばれた。
1952年の全米選手権男子ダブルスで、セイシャスはメルビン・ローズ（オーストラリア）とペアを組み、ここで初めての4大大会タイトルを獲得した。セイシャスとローズは、決勝でオーストラリアペアのフランク・セッジマン＆ケン・マグレガー組を 3-6, 10-8, 10-8, 6-8, 8-6 で破り、1951年全豪選手権から続いてきたセッジマン＆マグレガー組の4大大会男子ダブルス連続優勝を「7連勝」で止めた。このペアは1951年に男子ダブルス唯一の「年間グランドスラム」を達成したが、1952年全米選手権の決勝でセイシャス＆ローズ組に敗れたため、2年連続の男子ダブルス年間グランドスラムを逃したことになる。セイシャスの4大大会男子ダブルスは、この初優勝だけローズと組み、それ以後は同じアメリカのトニー・トラバートと組んで4勝を挙げた。
1953年、ビック・セイシャスのテニス経歴は最盛期を迎える。年頭の全豪選手権で準決勝に進んだ後、全仏選手権・ウィンブルドン選手権・全米選手権の3大会連続でシングルス決勝に進出した。全仏選手権では、シングルス決勝で当時18歳のケン・ローズウォール（オーストラリア）に敗れたが、ドリス・ハートと組んだ混合ダブルスで初優勝を果たす。ウィンブルドン選手権の男子シングルス決勝で、セイシャスはデンマークのクルト・ニールセンを 9-7, 6-3, 6-4 で破って初優勝を決めた。対戦相手のニールセンは、デンマーク人選手として最初の4大大会決勝進出者になった人である。全米選手権の決勝では、セイシャスは同僚選手のトニー・トラバートに 3-6, 2-6, 3-6 で敗れ、2度目の準優勝になった。トラバートとは1952年のデビスカップからペアを組み始めたが、アメリカ海軍の仕事を終えた彼と、ようやく4大大会でもペアを組めるようになる。セイシャスは混合ダブルスでも無敵の強さを発揮し始め、ウィンブルドン選手権で1953年-1956年の4連覇、全米選手権で1953年-1955年の3連覇を達成した。
1954年の成績は、前半は全豪選手権・全仏選手権・ウィンブルドン選手権ともベスト8止まりで、大会前年優勝者だったウィンブルドンも準々決勝でバッジ・パティー（アメリカ）に敗退した。全仏選手権では、トニー・トラバートとのペアで男子ダブルス初優勝を果たしている。1954年の全米選手権で、セイシャスは男子シングルス・男子ダブルス・混合ダブルスの3部門をすべて制覇する「ハットトリック」を達成した。2年連続3度目の進出となった男子シングルス決勝で、セイシャスはレックス・ハートウィグ（オーストラリア）を 3-6, 6-2, 6-4, 6-4 で破り、ついに宿願の全米男子シングルス初優勝を達成した。ダブルスのパートナーは、男子ダブルスはトラバート、混合ダブルスはドリス・ハートであった。
セイシャスは1955年を最後にオーストラリアの全豪選手権とフランスの全仏選手権から撤退したが、最後はこの両大会でトラバートとともに男子ダブルス優勝を飾った。この年を最後に、混合ダブルスのパートナーであるドリス・ハートが現役を引退する。セイシャスとハートは、ウィンブルドン選手権と全米選手権でそれぞれ混合ダブルス3連覇を成し遂げた。男子ダブルスでペアを組んできたトラバートも、1955年シーズンの終了後「プロテニス選手」に転向した。1956年のウィンブルドン選手権では、セイシャスはシャーリー・フライと組んで混合ダブルス4連覇を果たし、ここで最後のグランドスラム優勝を決めた。ウィンブルドンの男子ダブルスでは、1952年はエリック・スタージェス（南アフリカ）、1954年はトラバートと組んで2度の準優勝に終わり、ここでは優勝できずに終わった。
ビック・セイシャスは1957年までデビスカップのアメリカ代表選手を務め、7年間で通算「55試合」に出場した。（シングルス24勝12敗＋ダブルス14勝5敗＝総計38勝17敗）これはデ杯米国代表としては、ジョン・マッケンローの69試合出場（通算59勝10敗）に続くチーム歴代2位記録である。彼は46歳を迎える1969年まで（第2次世界大戦に従軍した1943年を除いて）28年間全米選手権に連続出場を続けた。42歳だった1966年にも彼のスタミナは衰えず、「ペンシルベニア州・グラスコート選手権」でビル・ボウリー（オーストラリア、1968年全豪選手権優勝者）と94ゲームの試合（ゲームカウント：32-34, 6-4, 10-8: 当時のテニストーナメントではタイブレークを実施していなかった）をした記録も残っている。セイシャスは1971年に国際テニス殿堂入りを果たし、1973年から50歳以上のプロテニス選手を対象にした「グランド・マスターズ・サーキット」に参加するため、50歳でプロテニス選手になった。
2024年7月5日に死去。100歳没。

## 4大大会優勝
- 全豪選手権　男子ダブルス：1勝（1955年）
- 全仏選手権　男子ダブルス：2勝（1954年＆1955年）／混合ダブルス：1勝（1953年）　［男子シングルス準優勝1度：1953年］
- ウィンブルドン選手権　男子シングルス：1勝（1953年）／混合ダブルス：4勝（1953年-1956年）　［男子ダブルス準優勝2度：1952年・1954年］
- 全米選手権　男子シングルス：1勝（1954年）／男子ダブルス：2勝（1952年・1954年）／混合ダブルス：3勝（1953年-1955年）　［男子シングルス準優勝2度：1951年・1953年］